# نایجل رئوکوکر
نایجل رئوکوکر (انگلیسی: Nigel Reo-Coker؛ زادهٔ ۱۴ مهٔ ۱۹۸۴) یک بازیکن فوتبال اهل انگلستان است.
از باشگاه‌هایی که در آن بازی کرده‌است می‌توان به ایپسویچ تاون، بولتون واندرز، وستهام یونایتد، باشگاه فوتبال ویمبلدون، استون ویلا، باشگاه فوتبال ونکوور وایتکپس، باشگاه فوتبال چیواس یواس‌ای، مونترال ایمپکت، و تیم ملی فوتبال زیر ۲۱ سال انگلستان اشاره کرد.